# Галицкая митрополия (униатская)
Галицкая митрополия (грекокатолического вероисповедания) — униатская митрополия с центром во Львове и юрисдикцией на Галицию, созданная в 1807 году Римским папой Пием VII как центральная митрополия Украинской греко-католической церкви. Перестала существовать в 2005 году, когда резиденция предстоятеля УГКЦ была перенесена в Киев.
24 февраля 1807 года папа римский Пий VII подписал буллу «In universalis Ecclesiae regimine», по которой провозглашалась Галицкая митрополия, утверждалась кандидатура на пост митрополита как правопреемника Киевской митрополии.
25 февраля 1808 года состоялось торжественное восхождение митрополита Антония Ангеловича на Галицкий митрополичий престол, на котором он пребывал до своей смерти в 1814 году.
В 1946 году на Львовском соборе Украинская греко-католическая церковь была ликвидирована и подчинена Московской патриархии.
Верховные архиепископы Галицкие, первоиерархи Галицкой греко-католической митрополии, находились в Риме, пока в 1989 году на Украине не была официально восстановлена УГКЦ.
В 1963 году митрополит Галицкий получил титул Верховного архиепископа Львовского.
В 2005 году при переносе резиденции предстоятеля УГКЦ в Киев титул был изменён на Верховный архиепископ Киево-Галицкий.

## Список митрополитов Галицких
- Антоний (Ангелович) (1808—1814);
- Михайло Левицкий (1816—1858);
- Григорий (Яхимович) (1859—1866);
- Спиридон (Литвинович) (1866—1869);
- Иосиф (Сембратович) (1870—1882);
- Сильвестр (Сембратович) (1882—1898);
- Юлиан (Сас-Куиловский) (1899—1900);
- Андрей (Шептицкий) (1900—1944);
- Иосиф Слипый (1944—1984);
- Мирослав (Любачивский) (1984—2000);
- Любомир (Гузар) (2000—2005);

После переноса резиденции в Киев и смены титула на Верховный архиепископ Киево-Галицкий:
- Любомир (Гузар) (2005—2011);
- Святослав (Шевчук) (2011—н. в.).